# Behrensen (Coppenbrügge)

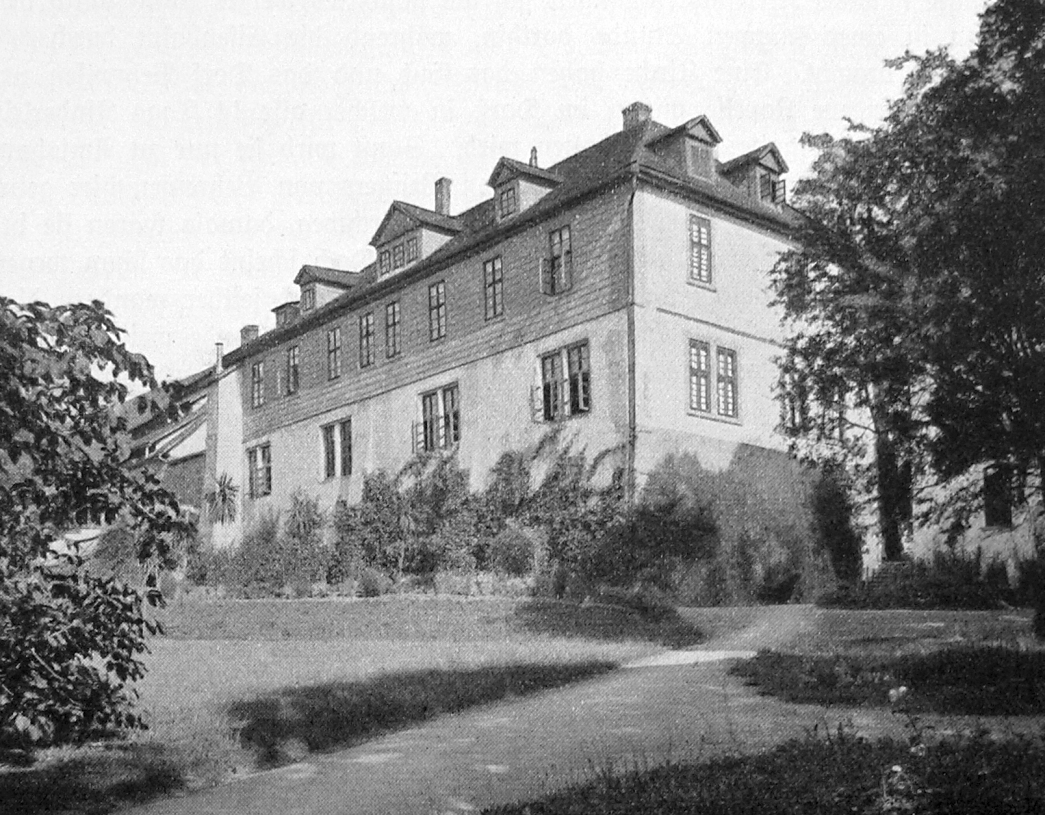
Herrenhaus von Rittergut Behrensen um 1912

Behrensen ist ein Ortsteil im Flecken Coppenbrügge, gelegen im Landkreis Hameln-Pyrmont in Niedersachsen.

## Lage
Behrensen liegt westlich des Hauptortes Coppenbrügge im nördlichen Weserbergland am nördlichen Ausläufer des Ith.

## Geschichte

### Eingemeindungen
Am 1. Januar 1973 wurde Behrensen in den Flecken Coppenbrügge eingegliedert.

### Einwohnerentwicklung
| Jahr      | 1910  | 1925  | 1933  | 1939  | 1950  |
| --------- | ----- | ----- | ----- | ----- | ----- |
| Einwohner | 281   | 302   | 283   | 285   | 743   |
| Quelle    | [ 4 ] | [ 5 ] | [ 5 ] | [ 5 ] | [ 1 ] |

## Politik
Ortsrat und Ortsbürgermeister
Der Ortsrat der Ortschaft Bisperode vertritt auf kommunaler Ebene die Coppenbrügger Ortsteile Behrensen, Bessingen, Bisperode, Diedersen und Harderode.